# Claudia Dallinger
Claudia Dallinger (* 1962 in Wels, Oberösterreich) ist eine österreichische Sängerin (Mezzosopran), Musicaldarstellerin, Schauspielerin und Moderatorin.

## Leben
Claudia Dallinger absolvierte ihre künstlerische Ausbildung in Schauspiel und Gesang von 1984 bis 1988 an der Hochschule für Musik und Darstellende Kunst Wien.
Nach ihrer Ausbildung sang sie am Theater an der Wien vor, wo sie für die kleine Rolle der Prinzessin in der Wiener Produktion des Musicals Das Phantom der Oper und als Cover und Zweitbesetzung von Luzia Nistler für die Partie der Christine Daaé engagiert wurde, die sie dort von 1989 bis 1991 sang. Es folgten weitere Engagements am Stadttheater St. Pölten und 1991 bei den Mörbischer Seefestspielen als Sissi im Musical Sissi und Romy von Roland Baumgartner an der Seite von Peter Dvorský.
Von 1993 bis 1996 war Dallinger festes Ensemblemitglied am Landestheater Linz. Dort sang sie u. a. Eliza in My Fair Lady sowie Ottilie und Rößlwirtin in Im Weißen Rössl. Von 1997 bis 2003 folgte ein weiteres Festengagement am Theater St. Gallen, u. a. mit Rollen wie Komtesse Stasi in Die Csárdásfürstin und Prinz Orlovsky in Die Fledermaus. Zu ihren weiteren Bühnenrollen gehörten u. a. Ganymed in Die schöne Galathée, die Öffentliche Meinung in Orpheus in der Unterwelt und die Knusperhexe in Hänsel und Gretel.
Nach ihrer Rückkehr nach Österreich arbeitete sie ab 2004 als Moderatorin und Schauspielerin. 2005 und 2007 gastierte sie am Stadttheater Berndorf. 2007 spielte sie beim Schloss-Weitra-Festival unter der Regie von Felix Dvorak die Anna in der Hofmannsthal-Komödie Der Unbestechliche und gastierte am Stadttheater Baden als Balletttänzerin Ilona Varady in der Operette Sissy (Regie: Robert Herzl) von Fritz Kreisler. 2009 trat sie beim Schloss-Weitra-Festival als Gwendolen in Oscar Wildes Salonkomödie Bunbury auf. 2018 übernahm sie bei den Festspielen Wilfersdorf in einer Produktion der „Theaterbühne Österreich“ die Rolle der Erzherzogin Sophie in der Kreisler-Operette Sissy. 2019 gastierte sie als Lina in der Molnár-Komödie Olympia auf Schloss Tillysburg.
Gelegentlich arbeitete sie auch als Opernregisseurin (Die Opernprobe, Orpheus in der Unterwelt) und stand für TV-Produktionen (CopStories) vor der Kamera. Im 12. Film der Krimireihe Die Toten vom Bodensee mit dem Titel Die Toten vom Bodensee – Der Wegspuk, der im Dezember 2020 im ORF erstausgestrahlt wurde, spielte sie eine Nebenrolle als Sekretärin eines getöteten Vorarlberger Bauunternehmers.
Claudia Dallinger lebt in Mödling in Niederösterreich.